# Palacete Camelier

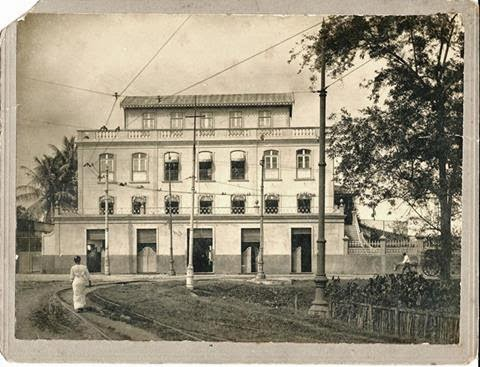
Palacete Camelier

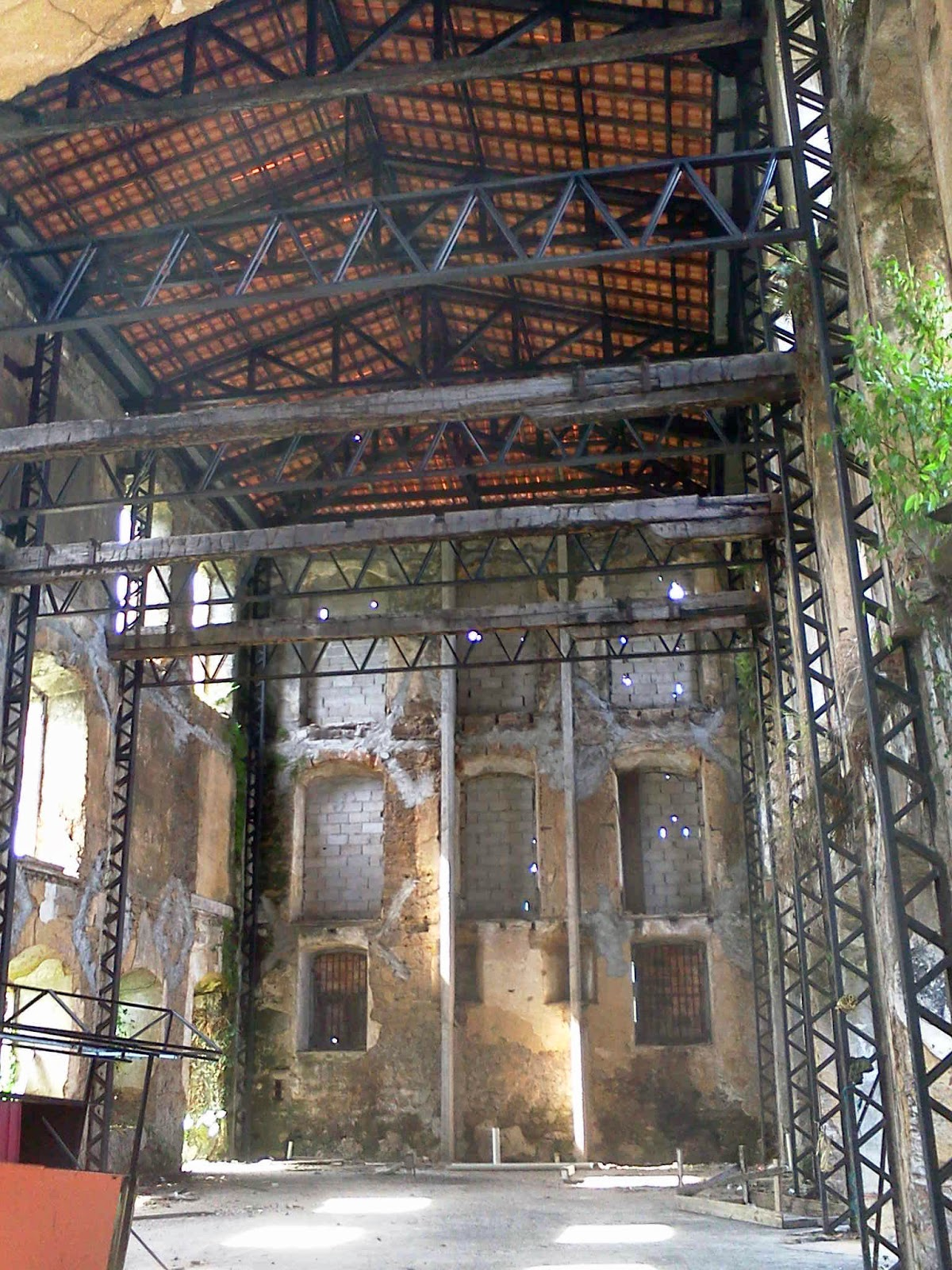
Ruinas do Palacete Camelier

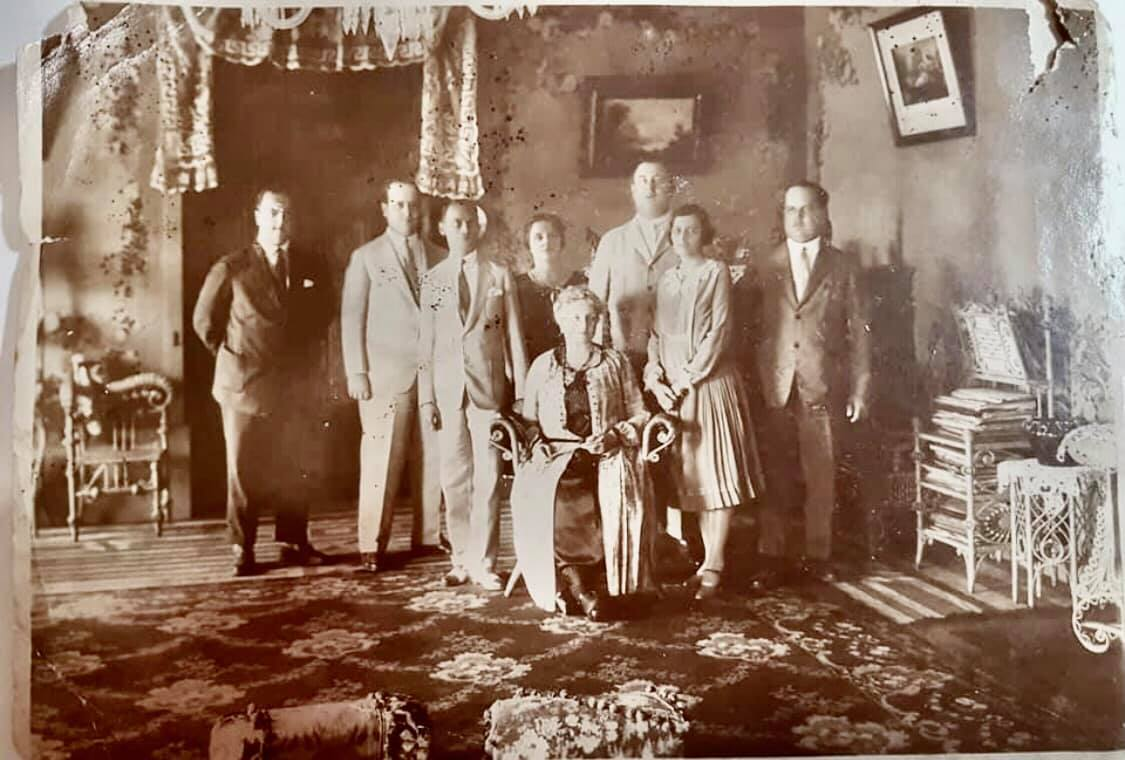
FAMILIA MULLINS MULLER CAMELIER NO PALACETE CAMELIER

Palacete Camelier  ou Bagé é uma edificação que remonta o período colonial de Belém, localizado na cidade velha de costas para a Baía do Guajará. Foi a residência da família Mullins Muller (depois aos Mullins Camelier) entre os membros da família, destaca-se o advogado e radioamador Roberto Camelier, responsável pela fundação da primeira emissora de rádio da região amazônica, hoje a Radio Clube do Pará.
Destacava-se não só pela beleza da mansão e da vista privilegiada da baia do Guajará mas também pelo grande estaleiro que prestou serviço notável a navegação e indústria paraense durante o Ciclo da borracha e de uma oficina e fundição no andar inferior do palacete, chamada de Officina D´Artefactos Metálicos da Viúva Camelier & Cia..

## Primórdios
Durante o período colonial e imperial o local serviu de convento (antes de pertencer a família Mullins Müller, depois aos Mullins Camelier).No início do século XVIII ,ocupação da área do palacete iniciou quando missionários da Conceição da Beira e Minho edificaram o Convento de São Boaventura, à beira do antigo Porto do Tição ,em frente a um descampado denominado Largo do Bagé (depois tornou-se Praça do Arsenal, atualmente se chama Praça 11 de Junho).
Na metade do século XVIII, a coroa portuguesa expulsa os missionários da Conceição da Beira e Minho da região e o antigo convento de São Boaventura é convertido em Arsenal de Belém e posteriormente em estaleiro após a coroa trazer da Europa especialistas em construção de navios e trabalhadores.

## Palacete Camelier
No final do século XIX, o empreendedor da região amazônica e engenheiro naval austríaco Charles Gustav Emil Müller, proprietário de uma oficina de navios em Belém, que prestava serviço de restauração de embarcações (com trajetos intercontinentais) civis e também militares, comprou a propriedade como residência para morar com sua esposa Mary Mullins (irlandesa que imigrou para os EUA durante a grande fome). Ao chegar em Belém, Mary encontrou uma construção antiga construída de blocos de pedra e assentadas em óleo de baleia, que abrigava uma oficina abaixo da casa. Desse casamento nasceram dois filhos o engenheiro naval Emil Gustav Mullins Muller e Alice Mullins Muller.
Após a morte do primeiro marido (Charles Müller), Mary se casa com Francisco de Assis Camelier (engenheiro naval e tenente da Marinha brasileira) e teve três filhos com ele, entre eles o precursor da radiodifusão no norte do Brasil, Roberto Camelier, sendo um dos fundadores da PRC5 (Rádio Clube do Pará). Foi no Palacete Camelier que Roberto e seus irmãos cresceram.
Durante o ciclo da borracha na Amazônia a família Müller (depois Camelier) foi beneficiada economicamente, já que na propriedade havia um atracadouro onde eram desembarcados passageiros e mercadorias da rota marítima que fazia o trajeto Europa-Bagé (como ficou conhecida a linha comercial), para transporte do látex para o continente europeu (a borracha amazônica movimentou bastante o estaleiro da família durante este ciclo econômico) que transformou Belém na Paris N’América.

## Officina D´Artefactos Metálicos da Viúva Camelier & Cia
Também eram donos da “Officina D’Artefactos Metálicos”, fundada em 1884 pelo Charles Gustav Emil Muller no fundo do palacete. A família dedicou-se à reconstrução de vapores e embarcações, também ao conserto de maquinismos e caldeiras; e à fundição de ferro e bronze com modelação própria e aos serviços de carreira, tipo mortons, para vapores até 500 toneladas. Prestou serviço notável a navegação e indústria paraense durante o Ciclo da borracha.

## Declínio
Com o declínio da produção de borracha e o falecimento dos membros da família ao longo do século XX, as Oficinas Camelier, se  tornaram ociosas. Hoje, o Palacete Camelier (ou Oficinas Camelier), está abandonado e totalmente degrado, restando apenas a lembrança de sua opulência.